# 牛頭司
牛頭司是早期台灣的一個專門管理牛隻養蓄及繁殖的機構。

## 荷西殖民時期
公元十七世紀，荷蘭人（荷蘭東印度公司）為了方便開墾，特地從印度引進黃牛，並設立此機構以作管理。